# Clara Koppenburg
Clara Koppenburg (Lörrach, 3 agosto 1995) è una ciclista su strada tedesca che corre per il Cofidis Women Team. Attiva in formazioni UCI dal 2015, ha vinto la Setmana Valenciana a tappe 2019.

## Palmarès
- 2019 (WNT Rotor Pro Cycling Team, due vittorie)

3ª tappa Setmana Ciclista - Volta a la Comunitat Valenciana fémines (La Nucia > Castalla)
Classifica generale Setmana Ciclista - Volta a la Comunitat Valenciana fémines

### Altri successi
- 2017 (Cervélo-Bigla Pro Cycling Team)

Classifica giovani Gracia-Orlová

## Piazzamenti

### Grandi Giri
- Giro d'Italia

2015: 61ª
2017: 48ª
2018: 73ª
2021: ritirata (9ª tappa)
2022: ritirata (8ª tappa)
2024: 68ª
- Tour de France

2023: 15ª
- Vuelta a España

2024: 39ª

### Competizioni mondiali
- Campionati del mondo

Bergen 2017 - Cronosquadre: 3ª
Innsbruck 2018 - In linea Elite: 18ª
Yorkshire 2019 - In linea Elite: 48ª
Zurigo 2024 - In linea Elite: ritirata

### Competizioni continentali
- Campionati europei

Tartu 2015 - In linea Under-23: 15ª
Plumelec 2016 - In linea Elite: 30ª
Herning 2017 - Cronometro Under-23: 4ª
Herning 2017 - In linea Under-23: 45ª
Glasgow 2018 - In linea Elite: 49ª
Plouay 2020 - In linea Elite: 48ª
- Giochi europei

Minsk 2019 - In linea: 26ª
Minsk 2019 - Cronometro: 8ª